# Wynonna Judd
Wynonna Ellen Judd (nacida como Claire Christina Ciminella, 30 de mayo de 1964 en Ashland, Kentucky) es una cantante de música country. En todos sus álbumes y sencillos firma únicamente como Wynonna (pronunciado / waɪnoʊnə /). Wynonna saltó a la fama en la década de 1980 junto a su madre, Naomi, en el dúo de música country The Judds. El dúo publicó siete álbumes en Curb Records, además de veintiséis sencillos, de los cuales catorce fueron top 1 en algunos rankings.
Después de que The Judds se disuelva en 1991, Wynonna comenzó una carrera como solista, también en Curb. En su carrera como solista, ha publicado ocho álbumes de estudio, uno en vivo y otro de recopilación, además de más de veinte sencillos exitosos. Sus primeros tres sencillos ("She Is His Only Need", "I Saw the Light" y "No One Else on Earth"), alcanzaron el top 1 en las competencias de música country de los Estados Unidos, al igual que el del 1996, "To Be Loved by You". Tres de sus discos están clasificados de platino o superiores por la RIAA. Su más reciente grabación (Sing: Chapter 1) fue lanzada el 3 de febrero de 2009. Wynonna Judd es más reconocida por su obra musical, a pesar de que a partir del tercer milenio, también ha seguido otros intereses, como la actuación y la filantropía.

## Biografía

### Primeros años
Wynonna nació con el nombre de Claire Christina Ciminella en Ashland, Kentucky, el 30 de mayo de 1964. Cambió su apellido de Ciminella por Michael Ciminella, el hombre que se casó con su madre cuando su padre biológico  Charles Jordan,la abandono y  quien falleció en el 2000. Su media hermana más joven es la actriz Ashley Judd. Naomi y Michael se mudaron a Los Ángeles en 1968, pero se divorciaron en 1972. En 1976, cuando Naomi y Wynonna vivían nuevamente en Kentucky, Wynonna se inspiró por la música country que escuchaba su madre allí, y aprendió a tocar la guitarra después de haber recibido una en Navidad. Se mudaron a Nashville, Tennessee en 1979 para desarrollar su carrera musical.
La familia de Wynonna se compone de su madre, Naomi Judd; su media hermana, Ashley Judd; y sus dos hijos, Elijah y Grace Pauline Judd.

### The Judds
Naomi y Wynonna se sumaron a Curb Records en 1983 como el dúo The Judds. Entre 1983 y 1991, The Judds trazó veintirés sencillos exitosos para la revista Billboard Hot Country Singles (posteriormente Hot Country Songs), incluyendo unos catorce Top 1s. También se registraron ocho álbumes de estudio y dos recopilaciones de Greatest Hits. En sus ocho años de carrera, The Judds ha vendido más de veinte millones de discos en todo el mundo y ha ganado más de sesenta premios de la industria incluidos cinco Premios Grammy, nueve premios Country Music Association (siete de ellas consecutivas) y ocho premios Billboard Music Awards. En ese momento, los discos de The Judds, eran los más vendidos en el mundo de la música country, y seguían siéndolo hasta que fueron eclipsados por Brooks & Dunn en la década de 1990. Aunque Wynonna cantó como voz principal en la mayoría de los temas de The Judds, Naomi también quería tener su lugar en la fama. La relación madre-hija ha sido siempre tumultuosa, con Wynonna siempre tardía y olvidadiza, y Naomi criticándola.
Una epidemia crónica de hepatitis C forzó a Naomi a jubilarse luego de una gira de despedida en 1991. Después de que el dúo se disolvió, Wynonna firmó con MCA Records y comenzó su carrera como solista.

### Como solista

#### 1992-1998: Avance y éxito
El 2 de abril de 1992, Wynonna Judd dio su primer paso como solista al salir en televisión en los American Music Awards. Ella propaló "She Is His Only Need", el primer sencillo de su autotitulado álbum en el que debutó como solista. Este álbum, Wynonna, fue lanzado en 1992 a través de MCA/Curb, bajo la producción de Tony Brown. "She Is His Only Need" salió en el primer puesto en el Ranking Billboard de música country ese año, al igual que sus siguientes dos álbumes de solista: "I Saw the Light" y "No One Else on Earth", que fue también número uno de música country de acuerdo al Ranking Billboard de Fin de Año. "My Strongest Weakness", el último sencillo de su álbum, fue el cuarto hit del country. El álbum vendió cinco millones de copias en los Estados Unidos, llegando a la obtención del quíntuple multiplatino certificado por la RIAA.
Su segundo álbum, Tell Me Why, fue lanzado en 1993 por MCA/Curb. También lanzaron a la venta un disco de platino con los diez mejores éxitos del country: "The title track" , "Only Love", "Is It Over Yet", "Rock Bottom", "Girls with Guitars", que fue escrito por Mary Chapin Carpenter, entre otros. "Tell Me Why" fue su tercer gran éxito, llegando al puesto 77 en el ranking pop y al 24 en el ranking de Adult Contemporany. Entre "Tell Me Why" y "Only Love", cantó en Clint Black en 1993 el sencillo "A Bad Goodbay" (del álbum "No time to Kill"), que se convirtió en su mayor hit de pop, en el puesto 43. El éxito de esa canción, dio lugar a una gira denominada "The Black & Wy Tour", con Black y Wynonna como encabezadores.
En 1994, también hizo una aparición en el Lynyrd Skynyrd rindiendo homenaje al álbum Skynyrd Frynds, en el cual cantó su canción "Free Bird". También cantó en dúo de voces con Michael English, el debut del sencillo llamado Healing, que alcanzó el puesto 120 en los éxitos pop. Después de "Girls with Guitars", Wynonna se redujo de los rankings, ya que la habían boicoteado por haber tenido un supuesto hijo fuera del matrimonio. Ella estuvo ausente del país para todos los rankings de 1995, y en respuesta a los comentarios de los fanáticos conservadores, se casó con Arch Kelly, el padre de su hijo, en 1996.
Revelations es el título de su tercer álbum, publicado por MCA/Curb en 1996. A pesar de que la canción To Be Loved By You (del disco Revelations) tuvo menor éxito en el ranking de Adult Contemporany, otros tres reankings no la destacan así. "Heaven Help my Heart" alcanzó el puesto 14, mientras tanto "My Angel Is Here" y "Somebody to Love You" perdieron totalmente la permanencia en el top 40.
El cuarto y último álbum de Wynonna en MCA fue titulado The Other Side. A diferencia de sus anteriores álbumes de pop-country, este álbum se centró en una música blues y Rock. Fue lanzado en 1997 y produjo cuatro sencillos. El disco no se vendió como sus tres primeros, sin embargo, ganó la certificación de oro, mas no la de platino (RIAA). Sus sencillos tampoco fueron tan exitosos en los rankings, a pesar de "When Love Starts Talkin'" y "Come Some Rainy Day", que llegaron a los puestos 13 y 14, respectivamente. "Always Will" estuvio a la altura de los Top 40 y "Love Like That" se convirtió en el primer sencillo de su carrera que no entró en los rankings. Después del lanzamiento de un álbum de grandes éxitos llamado Collection, Wynonna dejó MCA para asociarse a Mercury Records.

#### 2000-2004: Éxito en el tercer milenio
En 2000, Wynonna decidió reunirse con su madre para una gira, que comienza el Día de Año Nuevo. Un mes más tarde, Wynonna lanzó su quinto disco en solitario, New Day Dawning. Este álbum, el primero de su carrera que Wynonna coprodujo, incluyó un bono de cuatro canciones del disco tituladoBig Bang Boogie, compuesto por cuatro nuevas canciones de The Judds. New Day Dawning produjo los sencillos de menor éxito: "Can't Nobody Love You (Like I Do)" y "Going Nowhere". "Stuck In Love", una de las canciones de Big Bang Boogie, tuvo aún menos éxito en los rankings, llegando al puesto 26.
What the World Needs Now Is Love, lanzado en agosto de 2003, fue el primer álbum de Wynonna con la empresa Asylum-Curb Records. Inició con el sencillo What the World Needs, que alcanzó el Top 20 de los rankings en el país, seguido por los sencillos más pequeños "Heaven Help Me" y "Flies On the Butter (You Can't Go Home Again)", en los puestos 37 y 33, respectivamente. Esta última canción, originalmente grabada por Lari White en su álbum Stepping Stone, destacó coros de Naomi, y fue publicado en los rankings como Wynonna con Naomi Judd en lugar de The Judds. Ella tuvo éxito en los rankings de Hot Dance Airplay en especial con el tema de Foreigner, I Wanna Know What Love Is. Su dedicación la escoltó hasta el puesto 12 de los rankings en 2005. También los que se incluyeron en What the World Needs Now Is Love fueron dos canciones de bandas sonoras: una adaptación del gran éxito de Elvis Presley, Burning Love, que Wynonna eligió para la película animada Lilo & Stitch ; y "You Are", que se incluyó en la película Someone like You, una película protagonizada por su media hermana: Ashley Judd.

#### 2005-actualidad: Nueva carrera de direcciones
Su segundo lanzamiento por Asylum-Curb fue un CD/DVD grabado en vivo llamado Her Story: Scenes from a Lifetime, fue lanzado en 2005. El álbum incluye un nuevo sencillo grabado en el estudio: "Attitude". Escrita por Wynonna y John Rich, de Big & Rich, la canción se publicó como un sencillo, alcanzando un puesto 40 como máximo en los rankings locales de Estados Unidos. Un año más tarde, publicó su autobiografía: Coming Home to Myself, seguido de un álbum de Navidad llamado A Classic Christmas.
Sing: Chapter 1, su primer álbum de estudio luego de seis años, fue lanzado al mercado el 3 de febrero de 2009. Este álbum se compone en gran parte de canciones adaptadas, excepto por el título de pista, compuesto originalmente por Rodney Crowell. También se reúne con sus productores, Brent Maher y Don Potter, que produjeron todos los álbumes de The Judds publicados en los '80s. Este álbum se inició con el sencillo titulado "I Hear You Knocking", un blues de primera grabado por Smiley Lewis.

### Vida personal
Wynonna conoció a Arch Kelley III en 1993, y su hijo Elijah Judd nació el 23 de diciembre de 1994 en Nashville por cesárea. En respuesta a los comentarios de los fanáticos conservadores, ella contrajo matrimonio con Kelley el 21 de enero de 1996, cuando ella estaba embarazada de cuatro meses de su segundo hijo. Su hija Grace Pauline, nació el 21 de junio de 1996. Kelley fue un observador en lugar de un participante en la fama de su esposa, y se sentía fuera de lugar en su mundo. Se incorporó en el papel de marido dueño de casa en su estancia de 500 hectáreas fuera de Nashville. Ella se divorció de él en 1998.
El segundo marido de Wynonna fue su ex guardaespaldas, D.R. Roach, con quien se casó el 22 de noviembre de 2003 en Tennessee. el 22 de marzo de 2007, Roach fue arrestado por violación sexual hacia un niño menor de 13 años. El 27 de marzo de 2007, cinco días luego del arresto de Roach, Judd solicitó el divorcio después de su acusación de tres cargos de agresión sexual agravada contra un menor.
Wynonna fue también una jueza para la sexta edición anual de Independent Music Awards.

## Premios y nominaciones
En 2007, Wynonna se presentó con una estrella en el Music City Walk of Fame.
En 2005, recibió el Premio al Mérito de la USO por el servicio a todas las divisiones de las Fuerzas Armadas de los Estados Unidos, y se asoció con Habitat for Humanity para grabar "Heart of América", con Michael McDonald y Eric Benet, que, a su vez, ayudó a recaudar más de U$S 90 millones para las víctimas de los desastres naturales de los países de la Costa del Golfo. Ella continúa brindando atención a la Emergencia Mundial del SIDA en su cuarto año como Embajadora de los Estados Unidos para YouthAIDS.

## Discografía de álbumes de estudio
- 1992: Wynonna
- 1993: Tell Me Why
- 1996: Revelations
- 1997: The Other Side
- 2000: New Day Dawning
- 2003: What the World Needs Now Is Love
- 2009: Sing: Chapter 1